# اولین رید
اِولین رید* (انگلیسی: Evelyn Reed) (زادهٔ ۳۱ اکتبر ۱۹۰۵ در هالدون (نیوجرسی) – درگذشتهٔ ۲۲ مارس ۱۹۷۹ در نیویورک) نویسنده و مبارز فمینیست و مارکسیست آمریکایی بود. او از رهبران حزب کارگران سوسیالیست آمریکا و از پایه‌گذاران ائتلاف حرکت ملی سقط جنین زنان بود.
اِولین در ژانویه ۱۹۴۰ به قصد دیدار لئون تروتسکی و همسرش ناتالیا سدوا به مکزیک رفت. آن‌جا در خانهٔ تروتسکی در کویوآکان با رهبر تروتسکیست آمریکایی، جیمز پ.کانن آشنا شد.

او همان سال به عضویت حزب کارگران سوسیالیست (آمریکا) درآمد و تا آخر عمر از اعضای کلیدی آن باقی ماند. وی بیش از چهل سال برای دموکراسی و حقوق اتحادیه‌های کارگری مبارزه کرد و برای همبستگی با مبارزه انقلابی سراسر جهان فعالیت نمود.
وی در دههٔ ۱۹۶۰ و ۱۹۷۰ از فعالان جنبش آزادی زنان بود و در ۱۹۷۱ از بنیان‌گذاران «ائتلاف حرکت ملی سقط جنین زنان» * برای کسب حق سقط جنین اختیاری برای زنان بود. در همین سال‌ها او در شهرهای متعددی در آمریکا، کانادا، استرالیا، نیوزلند، ژاپن، ایرلند، بریتانیا و فرانسه در دفاع از حقوق زنان سخنرانی و بحث و گفتگو می‌کرد.
اولین رید کتاب‌های بسیاری در مکتب «فمینیسم مارکسیستی» و ریشهٔ سرکوب زنان و نبرد آن‌ها برای رهایی نوشته‌است.
او ابژه جنسی بودن زنان را ناشی از سلطهٔ نظام اقتصادی سرمایه‌داری می‌دانست.

## کتاب‌شناسی

جلد کتاب فرگشت زن